# Перепелица, Константин Иванович
Константин Иванович Перепелица (1 июня 1938, Тишенковка, Харьковская область, Украинская ССР — 11 ноября 2015, Брест, Белоруссия) — советский и белорусский актёр театра и кино, театральный педагог, заслуженный артист Белорусской ССР.

## Биография
Родился в селе Тишенковка Красноградского района Харьковской области (Украина). В 1965 году окончил студию при Украинском драматическом театре им. Ивана Франко в Киеве.
С 1966 года играл в Брестском театре драмы. За свою творческую жизнь сыграл около 100 ролей, преподавал. Занимался писательской деятельностью.

## Награды
- Заслуженный артист Белорусской ССР (27.3.1976).
- Нагрудный знак Министерства культуры Республики Беларусь (2008).
- Грамоты Министерства культуры Республики Беларусь, Брестского областного исполнительного комитета, Брестского городского исполнительного комитета, Брестского областного Совета депутатов, Брестского городского Совета депутатов, Администрации Ленинского района Бреста, Областного профсоюзного комитета работников культуры.

## Работы в театре
- «А зори здесь тихие» Борис Васильев — Васков
- «Трибунал» — Терёшка
- «Варвары» — Монахов
- «Дон Кихот» — Санчо Панса
- «Играй, Йосиле, играй» — Тевье
- «Ревизор» — Земляника
- «Жениха вызывали?» — Тамбовский
- «Бешеные деньги» — Кучумов
- «Загровский рассказывает» — Загровский
- «Барские причуды» — Ласуков
- «На дне» — Лука

## Фильмография
1. 1974 — Полигон «Звёздная река»
2. 1975 — Мы — хлопцы живучие — председатель колхоза
3. 1979 — Поезд чрезвычайного назначения
4. 1982 — Государственная граница. Восточный рубеж — М. М. Литвинов
5. 1982 — Баллада о доблестном рыцаре Айвенго
6. 1985 — Острова на дальних озёрах
7. С 13 до 15 (Италия)